# (8787) Ignatenko
(8787) Ignatenko (1978 TL4) – planetoida z pasa głównego asteroid okrążająca Słońce w ciągu 5,6 lat w średniej odległości 3,15 au. Odkryta 4 października 1978 roku.